# Roeland van Zeijst
Roeland van Zeijst (Ugchelen, 1974) is een Nederlandse mediapersoonlijkheid.
Roeland van Zeijst begon bij de Apeldoornse ziekenomroep De Zonnegolf waar hij programmadirecteur was en schreef voor de GPD-kranten. Als opleiding studeerde hij 'Intelligente Systemen' en Arabisch. Hij presenteerde van 1999 tot 2007 programma's bij de publieke omroep op Radio 1, Radio 2 en 3FM. Het waren diverse programma's, van hitradio tot actualiteiten, onder andere Pyjama FM, Nachtbraaksel, Yorout, Antenne 2, 1 op de Middag en De Nachtdienst. Hij deed vaak verslag van evenementen, soms ook op tv. De omroep waar hij het meest voor werkte, was de AVRO.
Hij brak door bij de KRO op 3FM. Hij scoorde een carnavalshit met zijn band Snormaal (met Corry Konings, Arie Ribbens en de Havenzangers) die Chiel Montagne terug op televisie wilden brengen met het actielied 'Hij zit wel snor'. Met de theatergroep Op Sterk Water maakte hij een musical over Pim Fortuyn, toen die nog leefde. 

## Antenne 2
Zijn bekendste radioprogramma was het 'merkwaardige media magazine' Antenne 2 op Radio 2, waarvoor Van Zeijst in 2004 de Ilse Wessel Presentatieprijs van de Wereldomroep won. Ook werd hij in dat jaar als presentator genomineerd voor een Marconi Award. Antenne 2 was een soort absurdistische voorloper van De Wereld Draait Door, met speciaal voor de interviews gemaakte sketches en in elke aflevering een mediaprimeur. Antenne 2 was ook speciaal omdat Van Zeijst wekelijks bekende programmamakers in contact bracht met hun publiek. In 2005 verhuisde Van Zeijst van Radio 2 naar 1, toen zijn programma moest stoppen door zendtijdruil met de TROS.
Een overblijfsel van Antenne 2 is de door Van Zeijst en Arjan Snijders gestarte landelijke radiopublieksprijs: de Gouden RadioRing, die de AVRO nog jaarlijks uitreikt.
In 2006 stopte Van Zeijst met radiomaken en werd hij internetondernemer. Sinds zijn officiële afscheid is hij inmiddels weer diverse malen te horen geweest als presentator, onder andere op Radio 1 en op Curaçao.

## Pen en podium
Van Zeijst heeft tegenwoordig een radiocolumn in het omroepvakblad Broadcast Magazine. Namens dat blad is hij jurylid bij de Marconi Awards en de Zilveren Nipkowschijf.
Begin 2007 debuteerde hij als schrijver van fictie met het verhaal 'Vette muziek' (uitgeverij: Cossee). In een interview daarover zei hij dat hij nog meer wil gaan schrijven. In 2008 verscheen zijn verhaal 'Sterrenstof' in de vliegverhalenbundel Fasten your seatbelt (uitgeverij Trademark) en in 2009 won zijn korte verhaal 'Van tevoren' een schrijverswedstrijd van HP/De Tijd.
In 2007 speelde Van Zeijst tijdens de Parade in een stuk van regisseur Jurriën Rood in opdracht van de Amsterdamse politie. In 2010 debuteerde hij als filmacteur in DSB the Movie, Het Geheim en Scene of a Memory.